# Allotrichoma steineri
Allotrichoma steineri är en tvåvingeart som beskrevs av Wayne N. Mathis 1991. Allotrichoma steineri ingår i släktet Allotrichoma och familjen vattenflugor.
Artens utbredningsområde är Costa Rica. Inga underarter finns listade i Catalogue of Life.